# Universidad Andrés Bello, Chile
Universidad Andrés Bello este o universitate privată fondată în anul 1988 în Chile.  

## Unele facultăți
- Facultatea de Inginerie
- Facultatea de Drept
- Facultatea de Economie
- Facultatea de Odontologie
- Facultatea de Științe Sociale
- Facultatea de Medicină